# École Nouvelle-Querbes

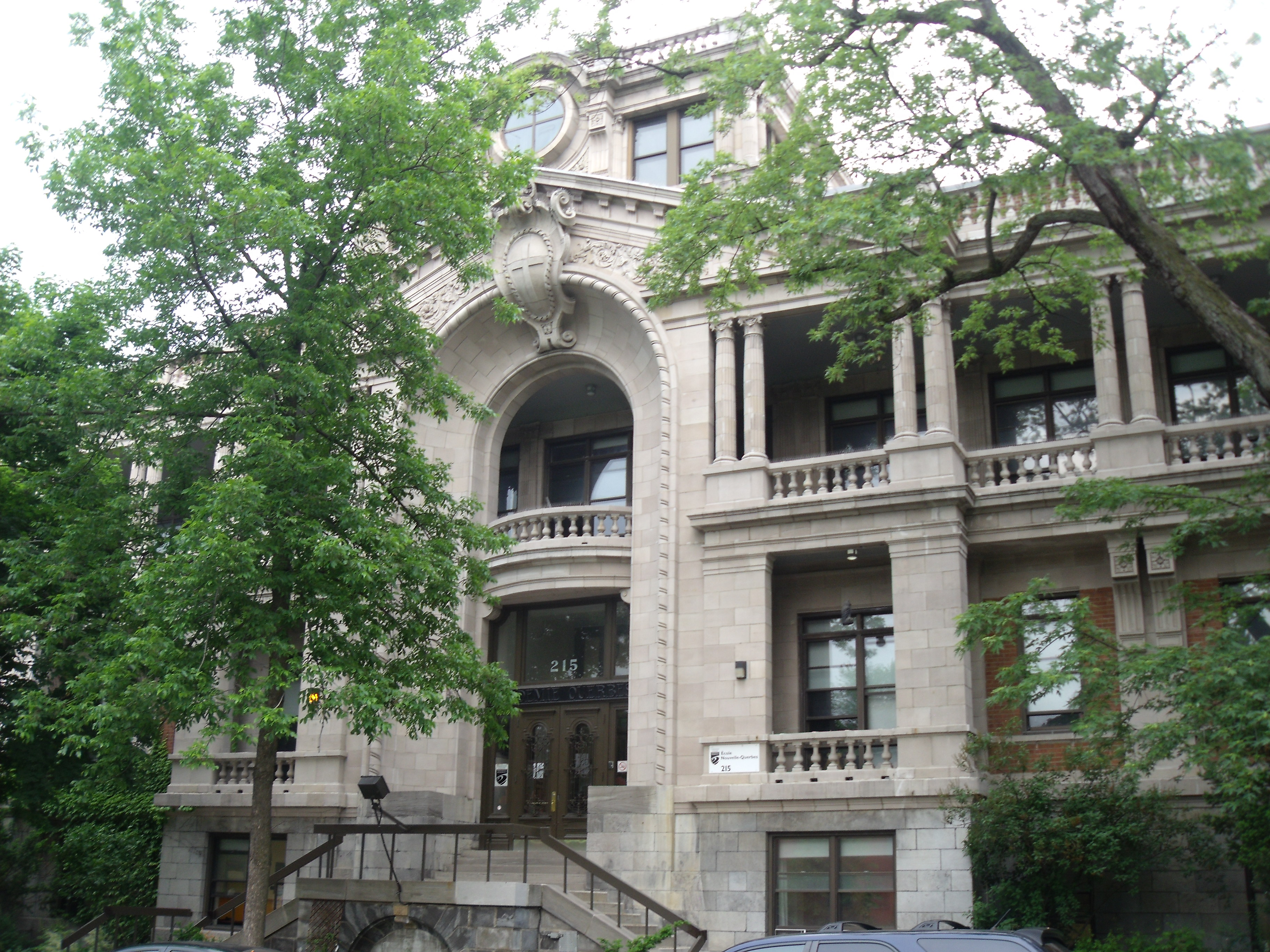
École Nouvelle-Querbes

L’école Nouvelle-Querbes est une école primaire à Outremont et attachée à la Commission scolaire Marguerite-Bourgeoys et qui fait partie du Réseau des écoles publiques alternatives du Québec. L’école Nouvelle-Querbes accueille 270 étudiants entre 5 et 12 ans.

## Histoire

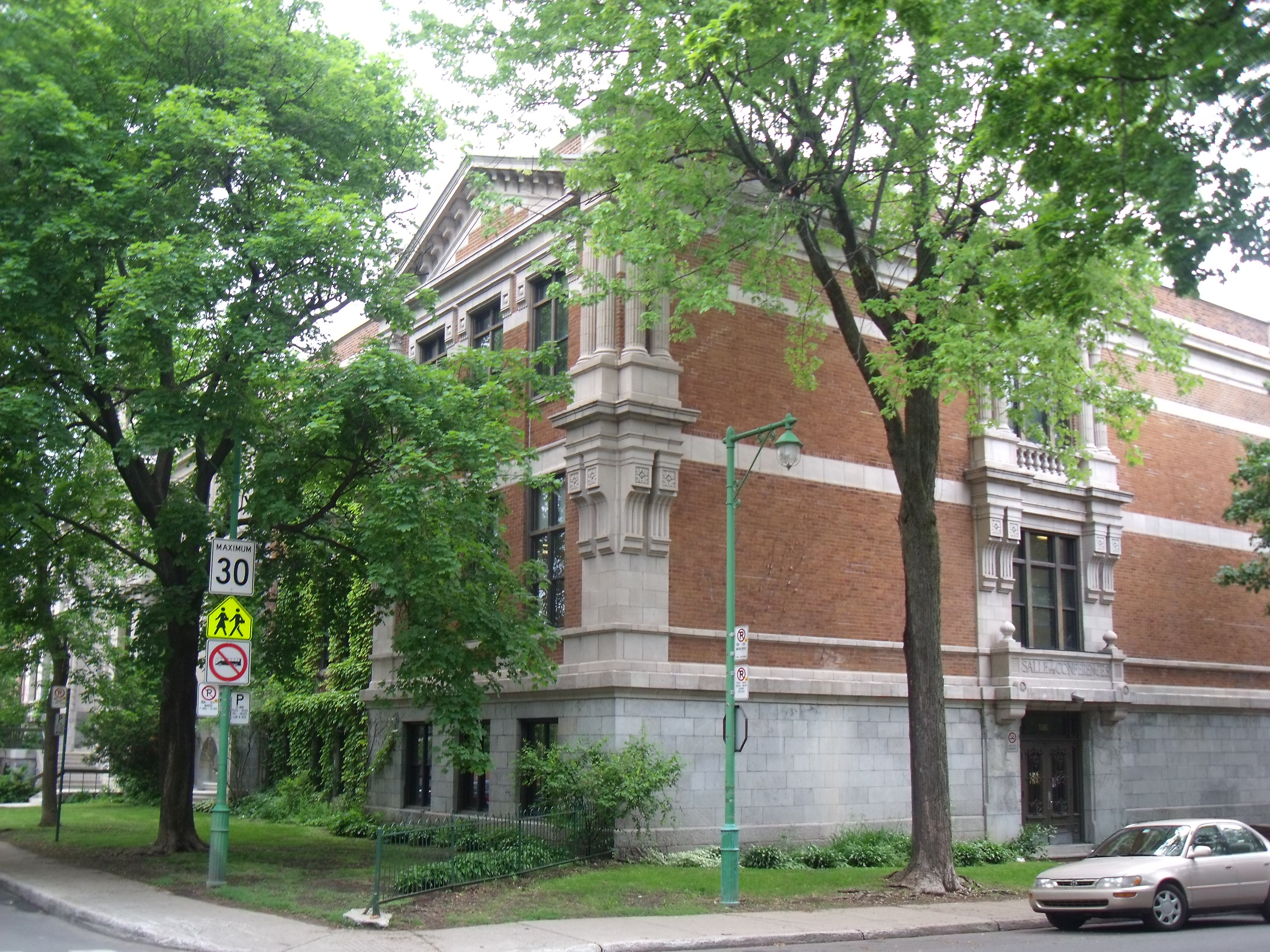
Colonnes d'angle de l'école Nouvelle-Querbes

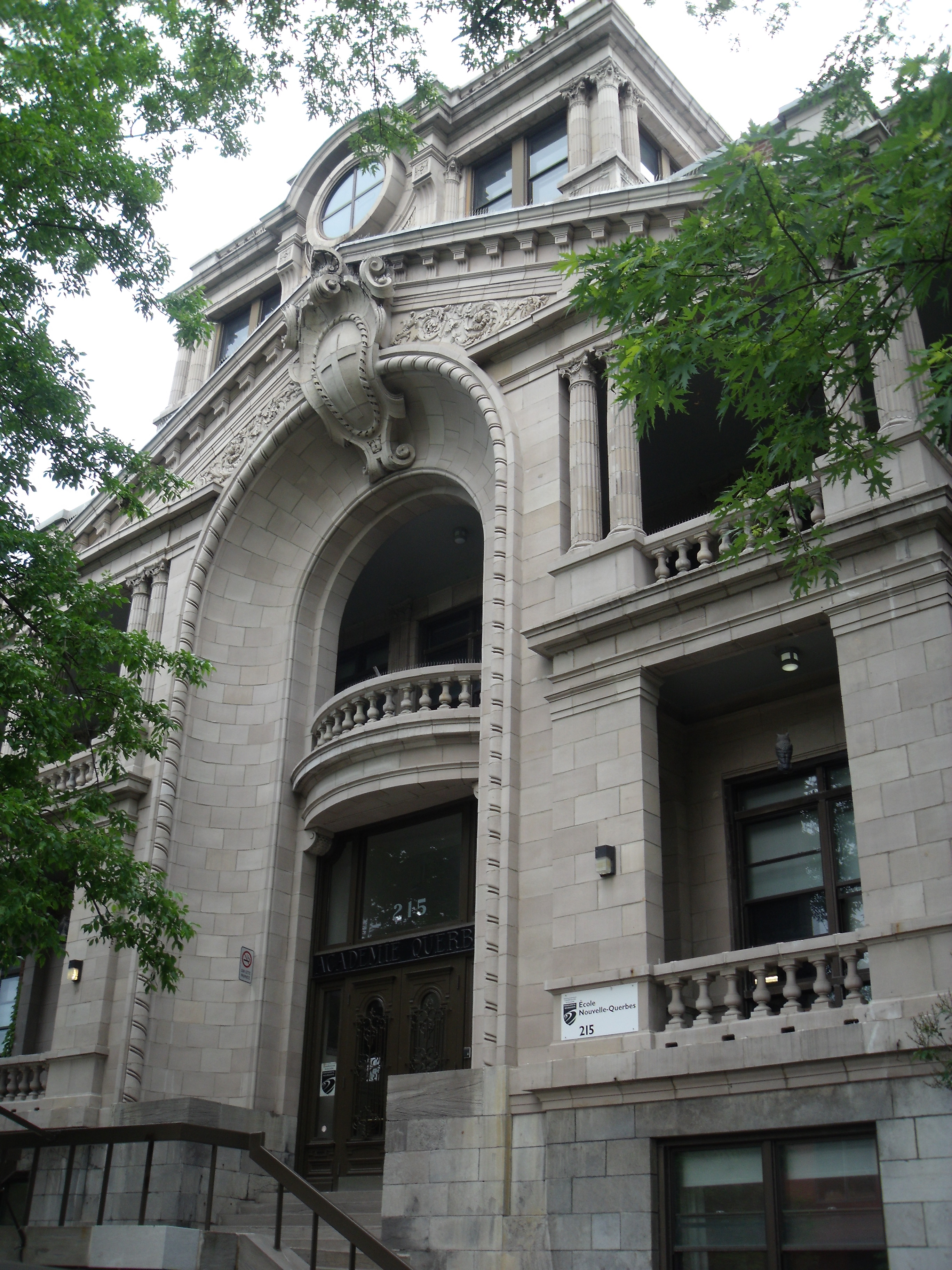
Entrée monumentale de l'école Nouvelle-Querbes

L'académie Querbes, baptisée en l'honneur de Louis Querbes, a été officiellement inaugurée en 1916. À l'origine il s'agit d'une école secondaire française, sous la direction des Clercs de Saint-Viateur, qui se place à l'avant-garde des institutions scolaires de l'époque. L'établissement a été encouragé par Joseph Beaubien, ancien maire d'Outremont. Le bâtiment a été conçu par l’architecte Joseph-Arthur Godin dans un style beaux-arts. Le bâtiment de trois étages se démarque par son entrée monumentale et l’extravagance de ses colonnes d’angles. L’établissement est aussi remarquable par son programme architectural novateur qui incluait dès l'origine une piscine, un gymnase, une salle de billard et des allées de quilles. 

## Projet pédagogique alternatif
Renommée école Nouvelle-Querbes en 1969, l'école est aujourd'hui un établissement public, laïc et alternatif qui a vu le jour sous l’Initiative d’un comité de parents. À l’origine, le modèle alternatif a causé une certaine controverse mais l’école a réussi à défendre son programme en affirmant trois principes clefs : un refus de l’enseignement religieux obligatoire pour tous ; une évaluation qualitative et non quantitative des élèves et l’intégration des parents d’élèves au sein de l’établissement, accordant à ceux-ci un droit de parole et de regard sur le projet éducatif. En 1974, l’école s’ engagea dans un questionnement sur les façons d’atteindre ses valeurs pédagogiques qui a résulté dans le regroupement dans des classes multi-âges « afin de faire vivre aux enfants une pédagogie plus diversifiée et ouverte où l’enfant vivrait autrement l’esprit de compétition ».  Depuis, l’école garde sa mission.